# Фармінгтон (Пенсільванія)
Фармінгтон (англ. Farmington) — переписна місцевість (CDP) в США, в окрузі Файєтт штату Пенсільванія. Населення — 735 осіб (2020).

## Географія
Фармінгтон розташований за координатами 39°48′29″ пн. ш. 79°33′47″ зх. д. / 39.80806° пн. ш. 79.56306° зх. д. (39.808181, -79.562942).  За даними Бюро перепису населення США в 2010 році переписна місцевість мала площу 6,70 км², з яких 6,59 км² — суходіл та 0,11 км² — водойми.

## Демографія
Згідно з переписом 2010 року, у переписній місцевості мешкало 767 осіб у 113 домогосподарствах у складі 72 родин. Густота населення становила 115 осіб/км².  Було 191 помешкання (29/км²).
Расовий склад населення:
| - 98,8 % — білих - 0,4 % — азіатів - 0,1 % — чорних або афроамериканців |

До двох чи більше рас належало 0,3 %. Частка іспаномовних становила 0,5 % від усіх жителів.
За віковим діапазоном населення розподілялося таким чином: 14,7 % — особи молодші 18 років, 69,4 % — особи у віці 18—64 років, 15,9 % — особи у віці 65 років та старші. Медіана віку мешканця становила 42,2 року. На 100 осіб жіночої статі у переписній місцевості припадало 92,7 чоловіків;  на 100 жінок у віці від 18 років та старших — 90,7 чоловіків також старших 18 років.
Середній дохід на одне домашнє господарство  становив 54 400 доларів США (медіана — 43 871), а середній дохід на одну сім'ю — 62 443 долари (медіана — 66 250). За межею бідності перебувало 37,4 % осіб, у тому числі 26,2 % дітей у віці до 18 років та 23,8 % осіб у віці 65 років та старших.
Цивільне працевлаштоване населення становило 298 осіб. Основні галузі зайнятості: виробництво — 44,0 %, освіта, охорона здоров'я та соціальна допомога — 26,8 %, мистецтво, розваги та відпочинок — 7,4 %, інформація — 5,0 %.